# Mikhaïl Kokoritch
 (octobre 2023).
La mise en forme du texte ne suit pas les recommandations de Wikipédia : il faut le « wikifier ».
Les points d'amélioration suivants sont les cas les plus fréquents. Le détail des points à revoir est peut-être précisé sur la page de discussion.
- Les titres sont pré-formatés par le logiciel. Ils ne sont ni en capitales, ni en gras.
- Le texte ne doit pas être écrit en capitales (les noms de famille non plus), ni en gras, ni en italique, ni en « petit »…
- Le gras n'est utilisé que pour surligner le titre de l'article dans l'introduction, une seule fois.
- L'italique est rarement utilisé : mots en langue étrangère, titres d'œuvres, noms de bateaux, etc.
- Les citations ne sont pas en italique mais en corps de texte normal. Elles sont entourées par des guillemets français : « et ».
- Les listes à puces sont à éviter, des paragraphes rédigés étant largement préférés. Les tableaux sont à réserver à la présentation de données structurées (résultats, etc.).
- Les appels de note de bas de page (petits chiffres en exposant, introduits par l'outil «  Source ») sont à placer entre la fin de phrase et le point final[comme ça].
- Les liens internes (vers d'autres articles de Wikipédia) sont à choisir avec parcimonie. Créez des liens vers des articles approfondissant le sujet. Les termes génériques sans rapport avec le sujet sont à éviter, ainsi que les répétitions de liens vers un même terme.
- Les liens externes sont à placer uniquement dans une section « Liens externes », à la fin de l'article. Ces liens sont à choisir avec parcimonie suivant les règles définies. Si un lien sert de source à l'article, son insertion dans le texte est à faire par les notes de bas de page.
- La présentation des références doit suivre les conventions bibliographiques. Il est recommandé d'utiliser les modèles {{Ouvrage}}, {{Chapitre}}, {{Article}}, {{Lien web}} et/ou {{Bibliographie}}. Le mode d'édition visuel peut mettre en forme automatiquement les références.
- Insérer une infobox (cadre d'informations à droite) n'est pas obligatoire pour parachever la mise en page.

Pour une aide détaillée, merci de consulter Aide:Wikification.
Si vous pensez que ces points ont été résolus, vous pouvez retirer ce bandeau et améliorer la mise en forme d'un autre article.
Mikhail Valerievitch Kokoritch
Mikhaïl Valerievitch Kokoritch (en russe : Михаил Валерьевич Кокорич, en transcription anglaise Mikhail Valeryevich Kokorich), né le 11 octobre 1976 est un physicien et entrepreneur russe. Il a fondé, en Russie, aux États-Unis et en Europe, plusieurs sociétés actives dans les technologies aérospatiales. Il est surtout connu en tant que PDG et fondateur de Destinus, développant un avion hypersonique destiné au transport commercial de passagers. 
Auparavant, Mikhail Kokoritch a fondé et développé plusieurs sociétés du secteur spatial, dont Astro Digital et Momentus Space (en), cotée au NASDAQ à l'été 2021.

## Enfance et éducation
Mikhaïl Kokoritch a grandi en Sibérie. Il a étudié au Centre Scientifique Pédagogique Spécialisé et au Département de Physique de l'université d'État de Novossibirsk. Il participe au Stanford Executive Program et est titulaire d'un MBA de l'École de gestion de Moscou.

## Carrière
Il fonde sa première entreprise, Dauria, alors qu'il est étudiant en 1997. Dauria a fourni aux entreprises minières et de construction des services de dynamitage et a fourni des réactifs chimiques pour l'électricité, le traitement de l'eau et la transformation du bois,. Plus tard, il fonde des entreprises axées sur l'espace et la technologie, telles que Dauria Aerospace, Astro Digital, Momentus Space (en) et Destinus. 
En 2004, il fonde Chudodom, une chaîne nationale de magasins de vente au détail de marchandises. En 2009, Chudodom a fusionné avec son concurrent Yuterra, basé à Lipetsk, pour former la plus grande entreprise nationale de marchandises en Europe de l'Est. En 2013, Kokoritch a vendu ses parts dans la société fusionnée à d'autres actionnaires. 
En 2010, il rachète Technosila, l'une des plus grandes chaînes d'électronique et d'électroménager, après la crise de 2008. En 2012, après redressement financier et restructuration, Kokoritch vend Technosila pour développer sa nouvelle société, Dauria Aerospace. 
En 2011, il fonde Dauria Aerospace, dont le siège est à Munich et ses filiales à Mountain View et Moscou. En 2013, la société a levé 20 millions de dollars auprès d'I2BF Global Ventures. Entre 2014 et 2017, l'entreprise a lancé cinq satellites. En 2015, toutes les activités de Dauria Aerospace en dehors de la Russie sont interrompues en raison de la détérioration du climat d'investissement et de la situation géopolitique. 
Mikhail Kokoritch quitte Dauria Aerospace la même année et cofonde Astro Digital aux États-Unis, société développant des satellites pour la DARPA et des clients commerciaux.

### L'aventure aérospatiale

#### Momentus
En 2017, Mikhail Kokoritch fonde la société de transport spatial Momentus Space (en) à Santa Clara, en Californie, et il est l'auteur de nombreux brevets de la société,. Momentus est devenu l'un des anciens élèves les plus performants de Y Combinator, remportant le prix iTech de la NASA en 2019,. Momentus a levé 143 millions de dollars en privé et est devenue publique en août 2021, levant 247 millions de dollars lors d'une introduction en bourse via une SPAC.
En janvier 2021, Momentus Space a tenté d'entrer en bourse sur le NASDAQ, mais l'introduction en bourse de Momentus Space est retardée en raison d'un conflit avec les régulateurs américains : Mikhail Kokoritch et Lev Hasis, étant citoyens de Russie, un « rival géopolitique », et en vertu de la loi américaine sur la sécurité nationale, il leur est interdit d'accéder à la technologie utilisée par Momentus, malgré le fait que Kokoritch soit le développeur de la plupart d'entre elles,.  
En janvier 2021, Kokoritch a été contraint de démissionner de son poste de PDG et de membre du conseil d'administration de Momentus sous la pression du ministère américain de la Défense en raison de sa nationalité russe. 
En août 2021, la SEC a accusé la société et ses dirigeants, dont Kokoritch, d'avoir induit les investisseurs en erreur. Kokoritch n'était pas d'accord avec ces accusations et a déclaré qu'il était victime de la mauvaise application de la politique américaine à l'encontre des entrepreneurs russes. Le PDG de Momentus Space a été remplacé par John Rood, ancien responsable américain de la défense,.  

#### Destinus
En 2021, Kokoritch s'installe en Suisse et fonde Destinus pour développer des avions hypersoniques propulsés à l'hydrogène destinés au transport commercial de passagers. Le siège de Destinus est situé dans le canton de Vaud et possède des bureaux à Munich, Madrid et Toulouse. En novembre 2021, le premier prototype – « Jungfrau / Destinus 1 » – a effectué son vol inaugural. Le but de ce test était de voir comment la géométrie de vol hypersonique fonctionnerait à basse vitesse pendant les phases critiques de décollage et d'atterrissage. 

### Positions politiques
En 2022, Kokoritch condamne l'invasion de l'Ukraine par la Russie. Il est membre actif de l'Anti-War Committee of Russia (en),. En janvier 2024, Kokorich annonce qu'il renonce à la citoyenneté russe en raison d'un désaccord fondamental avec les politiques gouvernementales.